# Brewsters miljoner
Brewsters miljoner är en amerikansk komedifilm från 1985 i regi av Walter Hill. Filmen är baserad på novellen med samma namn av George Barr McCutcheon.

## Handling
Montgomery Brewster (Pryor) är en medelmåttig basebollspelare som en dag hamnar i fängelse med sin bästa vän, Spike Nolan (Candy), och har inte råd med borgen. Men då dyker en främmande man upp som betalar borgen och tar med sig Brewster och Spike till New York City. Där får Brewster reda på att hans farfars bror, Rupert Horn har avlidit och att Brewster är den enda arvingen av Ruperts förmögenhet. Han kommer att få 300 miljoner dollar men det finns ett villkor; Brewster måste spendera 30 miljoner dollar på bara 30 dagar. Men när tiden är ute så får han inte äga några som helst ägodelar eller tillgångar som han inte redan har. Brewster får inte heller bara ge bort pengarna eller förstöra värdesaker. Han får inte ens berätta för andra om just varför han måste göra sig av med pengarna så Brewster måste klara av uppgiften helt själv. 

## Rollista (urval)
- Richard Pryor - Montgomery "Monty" Brewster
- John Candy - Spike Nolan
- Lonette McKee - Angela Drake
- Stephen Collins - Warren Cox
- David White - George Granville
- Jerry Orbach - Charlie Pegler
- Pat Hingle - Edward Roundfield
- David Wohl - Eugene Provost
- Tovah Feldshuh - Marilyn
- Hume Cronyn - Rupert Horn
- Rick Moranis - Morty King
- Yakov Smirnoff - Taxichaufför